# Tufão Vera (1983)
O tufão Vera, conhecido nas Filipinas como tufão Bebeng, trouxe inundações significativas para as Filipinas em julho de 1983. A depressão das monções gerou uma depressão tropical em 12 de julho a leste das Filipinas. Embora a depressão inicialmente tenha demorado a se organizar, o sistema seguiu para oeste-noroeste, fortalecendo-se para uma tempestade tropical no dia seguinte e um tufão em 14 de julho. Vera mudou-se para a costa no dia seguinte como um tufão mínimo nas Filipinas antes de enfraquecer ligeiramente sobre as ilhas. No entanto, Vera conseguiu se fortalecer novamente sobre o Mar da China Meridional enquanto acelerava, atingindo posteriormente ventos de 137 km/h (85 mph). Depois de cruzar Ainão enquanto ainda estava no pico de intensidade e se mover para a parte norte do Golfo de Tonquim, Vera enfraqueceu gradualmente antes de desembarcar no norte do Vietnã em 18 de julho. Em 19 de julho, Vera se dissipou no interior.
Nas Filipinas, o tufão Vera matou 123 pessoas, deixou 60 desaparecidos e 45 feridos. Cerca de 200 mil pessoas ficaram desabrigadas. O tufão destruiu 29.054 habitações e danificou "muito" outras 5 558. Um total de 76 346 casas foram "parcialmente" danificadas. Além disso, 24 280 pessoas procuraram abrigo por causa de Vera. Cerca de 80% dos moradores de Manila ficaram sem energia. Muitas áreas baixas de Manila ficaram submersas enquanto ventos fortes danificaram casas e árvores. A província de Bataan sofreu os piores danos da tempestade e 10 aldeias próximas foram destruídas. Em toda a província, 50 pessoas morreram, principalmente devido a afogamentos. Ao todo, os danos totalizaram $ 42 milhões (USD 1983). Além do impacto nas Filipinas, o tufão Vera matou três pessoas no Vietnã e danificou 2.500 casas. Ao largo da China, um nadador se afogou devido ao mar agitado causado por Vera.

## História meteorológica
As origens do tufão Vera remontam a uma monção mal organizada no início de julho de 1983, que se estendia para o oeste das Filipinas até o meridiano 160º leste. Em 4 de julho, a tempestade desenvolveu uma circulação persistente. Quatro dias depois, um par de áreas organizadas de convecção começou a se formar, uma perto do meridiano 120º leste e outra perto de Guam. Um Alerta de Formação de Ciclone Tropical (TCFA) foi emitido às 06:00 UTC em 10 de julho, depois que a tempestade desenvolveu uma circulação de nível superior bem definida. No entanto, o desenvolvimento posterior demorou a ocorrer e o TCFA foi reemitido 24 horas depois, apesar dos caçadores de furacões sugerirem que a tempestade não tinha uma circulação de baixo nível. No início de 12 de julho, o Joint Typhoon Warning Center (JTWC) atualizou o sistema para uma depressão tropical depois que os caçadores de furacões indicaram que o sistema havia desenvolvido uma circulação de vento fechada. Doze horas depois, a Agência Meteorológica do Japão (JMA) classificou o sistema como uma tempestade tropical, contornando o estágio de depressão tropical.
Após a ciclogênese tropical, a depressão começou a se fortalecer de forma bastante constante. Enquanto isso, a tempestade diminuiu e, em 13 de julho, Vera virou para oeste-noroeste e em direção ao centro das Filipinas. Às 12:00 UTC, o JMA estimou que Vera havia se aprofundado em uma forte tempestade tropical. Várias horas depois, o JTWC transformou a tempestade em um tufão. Às 00:00 UTC de 14 de julho, o JMA transformou Vera em um tufão enquanto contornava Samar. Nessa época, a Administração de Serviços Atmosféricos, Geofísicos e Astronômicos das Filipinas também monitorou a tempestade e atribuiu a ela o nome local de Bebeng. Embora os meteorologistas do JTWC previssem o enfraquecimento à medida que a tempestade avançava pelo arquipélago, isso não ocorreu. A convenção aumentou gradualmente, até o início de 15 de julho, quando a tempestade começou a interagir com o terreno acidentado perto de Manila. Nessa época, o JMA rebaixou Vera para uma forte tempestade tropical ao passar muito perto da baía de Manila. Nas próximas horas, o JMA diminuiu os ventos para 105 km/h (65 mph). No final de 15 de julho, a tempestade começou a se intensificar e o JTWC atualizou Vera de volta ao status de tufão. Na manhã seguinte, o JMA fez o mesmo. Acelerando, a tempestade continuou a se aprofundar lentamente e na madrugada de 27 de julho, o JMA informou que Vera atingiu seu pico de intensidade, com ventos de 137 km/h (85 mph). Nessa época, o JTWC estimou ventos máximos de 169 km/h (105 mph), equivalente a um furacão de categoria 2 na escala de ventos de furacão Saffir-Simpson. Depois de cruzar Ainão no pico de intensidade e se mover para a parte norte do Golfo de Tonkin, Vera enfraqueceu lentamente antes de chegar à costa perto de Haifom por volta das 00:00 UTC em 18 de julho. No momento do landfall, o JMA estimou ventos de 105 km/h (65 mph). A tempestade tropical severa Vera enfraqueceu rapidamente sobre a terra e em 19 de julho, o JMA parou de monitorar Vera.

## Impacto e consequências

### Filipinas
Antes da chegada de Vera, escolas e repartições públicas estavam fechadas. Os serviços ferroviários foram suspensos; A Philippine Airlines cancelou os serviços domésticos. ajudando a aliviar as condições de seca. O tufão Vera matou 123 pessoas e deixou outras 60 desaparecidas nas Filipinas, incluindo 100 apenas em Lução. Um total de 145 pessoas também ficaram feridas. Cerca de 200 mil pessoas ficaram desabrigadas. O tufão destruiu 29 054 casas e danificou "muito" outras 5.558. Um total de 76 346 residências foram danificadas "parcialmente", o que afetou diretamente 628 985 pessoas. Segundo as autoridades, 24 280 pessoas procuraram abrigo. Além disso, mais de 40 voos domésticos foram cancelados devido à tempestade.
Cerca de 80% dos 7 milhões de habitantes de Manila perderam energia devido à tempestade. As áreas baixas de Manila ficaram submersas, pois ventos fortes destruíram os telhados de barracos e arrancaram árvores. Um homem foi eletrocutado enquanto outro foi esmagado pelos escombros. Cinquenta pessoas foram confirmadas como mortas e 2 089 residências foram danificadas nas proximidades de Bataan depois que uma maré de tempestade atingiu a área. A maioria das baixas em Bataan foi devido a afogamentos; a cidade também foi a mais atingida pela tempestade. Em toda a área perto de Bataan, 10 aldeias foram destruídas. Em Pantalan Luma, todas as 400 cabanas da cidade, exceto quatro, foram destruídas.
Cerca de 30 casas em San Pablo, Laguna foram demolidas por ventos fortes ou pela queda de coqueiros. Em outro lugar, em Zambales, uma mulher foi morta após ser atingida por um raio. Na cidade de Lucena, um fazendeiro foi levado pelas enchentes e dois meninos morreram devido à queda de árvores. A cidade balneária de Legaspi sofreu graves danos porque centenas de residências foram destruídas, forçando muitos moradores a buscar abrigo em escolas ou igrejas. Ao longo da costa leste de Lução, sete pessoas morreram atingidas pela queda de coqueiros em Quezon. Enquanto isso, três vítimas ocorreram em um incêndio na província de Sorsogon. Um total de 15 pessoas morreram afogadas na cidade de Sasmuan. As cidades vizinhas de Macabebe e Masantol viram dois afogamentos cada. Na cidade de Manila ou nas províncias de Batangas, Quezon, Laguna e Cavite, 34 000 pessoas foram deslocadas. No geral, os danos totalizaram $ 42 milhões (1983 USD). Os danos à infraestrutura totalizaram US$ 31 milhões. No entanto, os danos às plantações totalizaram apenas US$ 9,4 milhões, uma vez que os residentes estavam apenas começando a replantar os campos.
De acordo com a Cruz Vermelha filipina, 26 845 famílias necessitaram de assistência de emergência. As agências governamentais receberam ordens de prender aproveitadores, acumuladores e saqueadores. O presidente Ferdinando Marcos ordenou que todas as agências de socorro apresentem relatórios de danos para que os fundos de emergência possam ser emitidos.

### Vietnã e China
Depois de atingir o Vietnã, o tufão Vera ceifou três vidas e danificou 2 500 casas. As fortes chuvas ajudaram a aliviar uma seca prolongada no norte do Vietnã que anteriormente impedia o plantio de arroz. Como o tufão Vera representava uma ameaça ao sul da China, 36 boletins foram emitidos pelo Observatório de Hong Kong. Um Sinal de Tufão nº 3 também foi emitido. Depois de passar ao sul da área, um pico de velocidade do vento de 110 km/h (70 mph) foi medido em Tate's Cairn. Além disso, a tempestade gerou aguaceiros e tempo chuvoso na região. Um nadador se afogou devido ao mar agitado.